# George W. Bush
George Walker Bush izgovor [▶] (6. srpnja 1946.), bivši 43. predsjednik Sjedinjenih Američkih Država i bivši guverner Teksasa.

## Mladost
George Walker Bush rođen je 6. srpnja 1946. godine u mjestu New Havenu u saveznoj državi Connecticutu. George Junior najstariji je sin bivšeg američkog predsjednika Georgea Herberta Walkera Busha i Barbare Pierce Bush. Odrastao je u Midlandu i Houstonu u Teksasu gdje je njegov otac radio u naftnoj industriji.
Kao što je ranije spomenuto George Junior nije jedinac. Pored njega tu su još tri brata (Jeb – guverner Floride, Neil, Marvin) i sestra Dorothy. Obitelj Bush imala je još jedno dijete – kćerku Robin koja je 1953. godine (kada joj je bilo samo tri godine) tragično preminula od posljedica leukemije.  Kao i njegov otac mladi je George pohađao prestižnu školu Philips Andover Academy u saveznoj državi Massachusetts prije nego što se upisao na sveučilište Yale. Diplomirao je 1968. godine i nakon toga se vratio u Teksas gdje se pridružio Nacionalnoj teksaškoj zrakoplovnoj gardi (Texas Air National Guard) gdje je naučio pilotirati na mlaznim zrakoplovima, točnije na zrakoplovu F-102. Ranih 1970-ih George se vratio u istočni Teksas gdje je na mahove radio kao menadžer u jednoj teksaškoj poljoprivrednoj tvrtki i u kampanjama za američki Senat u Floridi i Alabami. Jednom prilikom izložen pitanjima novinara da li je točno da je u to doba koristio droge i odavao se pijanstvu Bush je odgovorio kako bi taj nomadski period svog života najradije zaboravio.  Godine 1972. upisuje se u harvardsku poslovnu školu (Harvard Business School) koju će završiti 1975. godine. Mladi Bush i dalje je odlučno htio kročiti stopama svoga oca te je tako odlučio okušati se u naftnoj industriji. Stoga se vratio u Midland gdje je osnovao tvrtku za eksploataciju nafte i plina – Arbusto (španjolska riječ za grm, kako glasi njegovo prezime na engleskom). 
Godine 1977. vjenčao se s Laurom Welch, bivšom učiteljicom i knjižničarkom, a 1981. postao je otac dvije blizanke imenom – Barbara i Jenna. Nedugo nakon stupanja u poslovne vode Bush se 1978. godine kandidirao za zastupnika u Zastupničkom domu. No, izgubio je od demokratskog kandidata i državnog senatora Kenta Hacea koji je od Busha dobio tek 6% više glasova. Kada je početkom 1980-ih počela padati cijena nafte Bush je prihvatio spajanje svoje tvrtke (sada preimenovane u Bush Exploration) s naftnim investicijskim fontom Spectrum 7. Nakon spajanje dvije tvrtke Bush je postao predsjednik novostvorene korporacije. Godine 1986. nakon ponovnog iznenadnog pada cijena nafte Bush je tvrtku prodao Harken Energy korporaciji za, što bi rekli, sitne novce. Nešto kasnije prodao je i svoj dio dionica, sada već svoje bivše tvrtke, od čega je ostvario značajnu zaradu. 
Nedugo nakon svog 40. rođendana u srpnju 1986. godine Bush je došao do prijelomne točke u svom životu. Prestao je piti, istovremeno postajući religiozniji, a također je prešao s anglikanske (kojoj pripadaju njegovi roditelji) na metodističku vjeroispovijest (kojoj pripada njegova supruga). Istovremeno je postao puno ozbiljniji, a značajno je pridonio i očevoj odluci da se 1988. godine uspješno kandidira za američkog predsjednika. Povučen političkim izazovom mladi Bush se preselio u američku prijestolnicu 1987. godine kako bi pomagao ocu u predizbornoj utrci. Iako George Junior nije imao, službeno, nikakvu dužnost u okviru predsjedničke utrke on je bio glavni očev oslonac. Za vrijeme kampanje naročito se istakao kao darovit govornik. Nedugo nakon izbora u studenome 1988. mlađi Bush se vratio u Teksas, ovaj puta u Dallas, gdje je okupio grupu imovinski dobrostojećih investitora (uključujući i sebe) kako bi zajedno kupili profesionalni bejzbol tim Texas Rangers. Nakon što je momčad 1998. prodana Bush je vjerojatno prilično dugo trljao ruke zbog dobro sklopljenog posla. Naime, u klub je uložio 606.000 američkih dolara (USD), da bi svoj dio vlasništva prodao za 15.000.000 USD.

## Politička karijera
Kada je 1994. izabran za teksaškog guverenera Bush je iznenadio sve, čak i vlastitu obitelj, jer je uspio pobijediti popularnu demokratsku kandidatkinju Ann W. Richards s 350.000 glasova više. Svoju iznenadnu pobjedu Bush je izgradio na propagiranju povećanja mjesnog nadzora škola i reformi socijalne skrbi. U svom prvom mandatu Bush je ostvario većinu svojih ciljeva te je učinio važne korake ka reformi sudstva otežavši državnom tužitelju podizanje optužnica, što se osobito pozitivno odrazilo na interese velikih teksaških tvrtki. Do kraja svog prvog mandata postao je toliko popularan da su ga podržavali čak i pripadnici Demokratske stranke koji su kontrolirali zakonodavnu vlast u Teksasu. Godine 1997. Bush je promovirao plan velike porezne reforme kojom bi se prihodi od poreza smanjili za 3.000.000 USD godišnje. Bio je to velik politički rizik koji nije zadovoljio konzervativce, a ni liberale. Na kraju su njegov plan onemogućili njegove stranačke kolege iz Republikanske stranke koju su glasali protiv plana. Ipak, na kraju se Bush uspio izboriti za smanjenje prihoda od poreza u visini od 1.000.000 USD godišnje. U studenome 1988. Bush je postao prvi teksaški guverner koji je izabran na period od četiri godine dobivši 65 % glasova. Ovaj uspjeh najviše može dobrim dijelom zahvaliti crncima i hispanjolcima koji su ovaj put svoj glas dali republikancima, iako po tradiciji oni glasaju za demokrate. Najnoviji uspjeh mladog Busha privukao je pozornost njegovih stranačkih kolega na saveznoj razini koji su ga smatrali dostojnim kandidature za predsjednika Sjedinjenih Država. U lipnju 1999. Bush je službeno objavio svoju namjeru da se kandidira za predsjednika Sjedinjenih Država opisujući sebe kao samilosnog konzervativca. 
Svoju predizbornu kampanju započeo je na obećanjima da će Republikanskoj stranci dopustiti više utjecaja na odluke predsjednika te da će obnoviti ono što republikanci nazivaju dostojanstvom Bijele kuće (aluzija na Clintonovu aferu s Monicom Lewinsky). Također u svojoj kampanji Bush stavlja oštar naglasak na želju za poboljšanjem školskog sustava (što mu je navodno najveća opsesija), reformu socijalne skrbi, poreznog sustava na saveznoj razini i uvođenje sistema tzv. ograničene vlade. Kritičari mu prebacuju njegovo relativno neiskustvo u politici i preveliku brižnost samo za dobrostojeće osobe i interese velikog biznisa. Liberali koji ne vjeruju u njegovu "samilost" kritiziraju ga što je kao guverner Texasa podržavao smrtnu kaznu i zalagao se protiv pobačaja. Njegova opozicija istovremeno mu prebacuje sprječavanje donošenja zakona koji bi štitio prava homoseksualaca. Unatoč nekoliko njegovih nevjerojatnih grešaka – spomenimo samo da je na pitanje novinara da imenuje lidere nekih vodećih zemalja Bush nije dao nijedan točan odgovor te da je u okviru svoje kampanje posjetio sveučilište Bob Jones koje je u Sjedinjenim Državama poznato po rasnoj i vjerskoj nesnošljivosti – uspio je izboriti se za neočekivano veliku podršku u redovima republikanaca pretičući senatora Johna McCaina koji je bio nesumnjivi autoritet unutar stranke. U srpnju 2000. Bush je objavio ime kandidata za mjesto potpredsjednika – Richarda B. Cheneya, bivšeg kongresmena iz savezne države Wyoming koji je za vrijeme Bushovog oca bio ministar obrane, a sada se bavi poslovima vezanim uz naftu u Texasu. Obojica su formalno nominirani za predsjedničku utrku 2. kolovoza 2000. na Republikanskoj Nacionalnoj konvenciji u Philadelphiji. 
Nakon prebrojavanja glasova koje se odigravalo na Floridi gdje je njegov brat guverner i pobjede u predsjedničkoj trci George Walker Bush je pobijedio svog suparnika (Ala Gora) iako je dobio manji broj glasova.

## Predsjedništvo
S terorističkim napadima od 11. rujna 2001. Bushova politika je odjednom dobila smisao i nazvana je borbom protiv terorizma. Bush je pod tim imenom, uz podršku europskih država a najviše Velike Britanije i nekih islamskih država poveo rat protiv Talibana u Afganistanu, koji su u tom trenutku davali utočište terorističkoj mreži al-Qaeda i Osami bin Ladenu (više na Rat protiv terorizma). Broj ubijenih civila u tom ratu se procjenjuje na 18 tisuća.
Tijekom sljedećih nekoliko mjeseci State Department i predsjednik Bush, uz pomoć izvještajne službe CIA su pronašli vezu između terorista i iračkog diktatora Saddama Huseina. Bush je optužio Irak za posjedovanje oružja za masovno uništenje. Bush je vršio stalni pritisak na Irak i to je rezultiralo trećim Zaljevskim ratom i upadom američkih i britanskih postrojbi u ožujku 2003. godine u Irak. Napad je izvršen bez suglasnosti UN i Vijeća sigurnosti UN, pa je taj napad podijelio svjetske i europske zemlje u političkom smislu. Na stranu SAD-a i Velike Britanije su stali Španjolska, Italija, Poljska i druge zemlje, dok su drugu stranu predvodili Francuska, Njemačka i Rusija, koji nisu pronašli opravdanje za taj rat u izvještaju inspekcije za oružje na čijem čelu se nalazio Hans Blix.
Treći Zaljevski rat prouzročio je širom planeta prosvjede protiv rata i SAD-a, pa čak i u zemljama čije su vlade podržavale politiku SAD-a. Većina prosvjednika je prebacivala Bushu da vodi osobni rat protiv Iraka, da je to rat isključivo samo zbog nafte itd., i da nije rat protiv terorizma.
Američke i britanske snage su vrlo brzo savladali irački otpor i preuzeli vlast nad zemljom, srušile diktaturu i uhitile Saddama Huseina. Budući da nije bilo jasno razrađenog plana za vrijeme poslije pada Saddama Huseina, Irak i cijeli arapski svijet su postali nemirnim mjestom. Okupacijske snage su pod stalnom opasnosti od napada i terorističkih napada. 
Osim u Iraku i drugim arapskim zemljama, i u nekim drugim zemljama i gradovima kao u Istanbulu ili 11. ožujka 2004. u Madridu došlo je do terorističkih napada terorističke mreže al-Qaede i njoj srodnih terorističkih organizacija, što je opet na izravan ili neizravan način vodilo do povlačenja postrojbi nekih zemalja iz Iraka.
Na unutarnjo-političkom planu, Bush je dobio svu moguću podršku u borbi protiv terorizma; osnovano je novo Ministarstvo za domovinsku sigurnost, slobodna prava građana su ograničena uredbom Patriot Act I, povećane su sigurnosne kontrole prilikom ulaza u zemlju ...
Sve ove uredbe, prvobitno, nisu uzrokovali nikakve kritike u SAD-u, a tek nešto kasnije, kratko pred predsjedničke izbore 2004. godine se počinju polako javljati kritičari ovih uredbi, a prvenstveno protiv planova za uvođenje uredbe Patriot Act II (vidi: engleska Wikipedia).
U međuvremenu na vidjelo su izašli dokumenti kojim su FBI i NSA upozoravali predsjednika Busha o mogućim terorističkim napadima na SAD u kolovozu 2001. Ovaj do tada tajni dokument je predan na uvid jednoj posebno osnovanoj komisiji Kongresa SAD-a čiji je izvještaj objavljen u travnju 2004. godine.
Dana 3. studenog 2004. godine, Bush je ponovo izabran za predsjednika SAD-a na rok od 4 godine.

### Kabinet
U Bushovom kabinetu nalazi se najveći broj predstavnika manjina u bilo kojoj saveznoj vladi SAD-a do sada, uključujući i prva dva ministra azijskog porijekla. To je također, prema Guinnessovoj knjizi rekorda, najimućniji kabinet u povijesti.
Samo jedan član nije republikanac. To je tajnik za promet, Norman Mineta, prvi ministar azijskog porijekla, koji je prethodno služio kao tajnik za trgovinu u vladi Billa Clintona.
U sastavu ove vlade se nalaze, odnosno nalazili su se važni predstavnici prethodnih republikanskih vlada, kao što su Colin Powell (savjetnik za obranu u vladi Ronalda Regana i šef osoblja u vladi Georgea H. W. Busha) i Donald Rumsfeld (bio je ministar obrane i u vrijeme Geralda Forda.
Nakon pobjede na izborima 2004. Bush je dopustio svim članovima kabineta koji ne žele raditi u drugom mandatu podnijeti ostavke; prvi koji su to učinili su John Ashcroft i Donald Evans. Ashcrofta je zamijenio Alberto Gonzales.
| URED                                       | IME                 | MANDAT        |  |
| ------------------------------------------ | ------------------- | ------------- |  |
| Predsjednik                                | George W. Bush      | 2001. – 2009. |  |
| Potpredsjednik                             | Dick Cheney         | 2001. – 2009. |  |
|                                            |                     |               |  |
| Državni tajnik                             | Colin Powell        | 2001. – 2005. |  |
|                                            | Condoleezza Rice    | 2005. – 2009. |  |
| Ministar obrane                            | Donald Rumsfeld     | 2001. – 2006. |  |
|                                            | Robert Gates        | 2006. – 2009. |  |
| Tajnik riznice                             | Paul O'Neill        | 2001. – 2002. |  |
|                                            | John W. Snow        | 2003. – 2006. |  |
|                                            | Henry M. Paulson    | 2006. – 2009. |  |
| Državni tužitelj                           | John Ashcroft       | 2001. – 2005. |  |
|                                            | Alberto Gonzales    | 2005. – 2007. |  |
|                                            | Michael Mukasey     | 2007. – 2009. |  |
| Ministar unutarnjih poslova                | Gale Norton         | 2001. – 2006. |  |
|                                            | Dirk Kempthorne     | 2006. – 2009. |  |
| Tajnik za trgovinu                         | Donald L. Evans     | 2001. – 2005. |  |
|                                            | Carlos M. Gutierrez | 2005. – 2009. |  |
| Tajnik rada                                | Elaine Chao         | 2001. – 2009. |  |
| Tajnik za poljoprivredu                    | Ann Veneman         | 2001. – 2005. |  |
|                                            | Mike Johanns        | 2005. – 2007. |  |
|                                            | Ed Schafer          | 2008. – 2009. |  |
| Tajnik za zdravstvo i socijalnu skrb       | Tommy Thompson      | 2001. – 2005. |  |
|                                            | Michael O. Leavitt  | 2005. – 2009. |  |
| Tajnik za obrazovanje                      | Rod Paige           | 2001. – 2005. |  |
|                                            | Margaret Spellings  | 2005. – 2009. |  |
| Tajnik za stambena pitanja i urbani razvoj | Mel Martinez        | 2001. – 2003. |  |
|                                            | Alphonso R. Jackson | 2004. – 2008. |  |
|                                            | Steve Preston       | 2008. – 2009. |  |
| Tajnik za promet                           | Norman Mineta       | 2001. – 2006. |  |
|                                            | Mary Peters         | 2006. – 2009. |  |
| Tajnik za energetiku                       | Spencer Abraham     | 2001. – 2005. |  |
|                                            | Samuel W. Bodman    | 2005. – 2009. |  |
| Tajnik za branitelje                       | Anthony Principi    | 2001. – 2005. |  |
|                                            | Jim Nicholson       | 2005. – 2007. |  |
|                                            | James Peake         | 2007. – 2009. |  |
| Tajnik za domovinsku sigurnost             | Tom Ridge           | 2003. – 2005. |  |
|                                            | Michael Chertoff    | 2005. – 2009. |  |

### Ostali događaji
- U ožujku 2001. godine, SAD bespovratno napušta i odbacuje protokol iz Kyota, koji treba regulirati staklenički učinak na planetu.
- U kolovozu 2001. godine,  Bush korigira svoj stav prema istraživanju gena, pri čemu se izjašnjava za ograničenu podršku istraživanju u toj oblasti biogenetike.
- U ožujku 2002. godine, Bush uvodi uvozne carine na čelik i čelične proizvode, kako bi zaštitio američke tvrtke od strane konkurencije. Kao odgovor, Europska unija s odobrenjem Svjetske trgovinske organizacije (WTO) uvodi također SAD-u carine.
- U srpnju 2002. godine, predsjednik Bush blokira odobrenu pomoć od 34 milijuna dolara Svjetskom fondu UN (UNFPA) pod izgovorom da se tim novcem financira sterilizacija i pobačaji u NR Kini.
- U kolovozu 2002. godine, SAD pokušavaju oslabiti novoosnovani Međunarodni sud, pri čemu vode pregovore s pojedinačnim zemljama o neizručenju američkih državljana u Den Haag, središte međunarodnog krivičnog suda: uredba Servicemen Protection Act dopušta predsjedniku SAD-a i nasilno oslobađanje građana SAD-a.
- Svibanj 2003. godine, predsjedničkom uredbom se uvode porezne olakšice.
- U siječnju 2004. godine, predsjednik Bush objavljuje svoju namjeru i namjeru NASA-i o izgradnji svemirske stanice na Mjesecu, kao usputne stanice na letu prema Marsu.
- U svibnju 2004. godine u javnost prodiru podaci o mučenjima zarobljenika u vojnim zatvorima u Abu Ghraibu i u američkoj vojnoj bazi Guantanamo na Kubi koji uzrokuju skandal i slabe moralno povjerenje u Bushovu vladu.
- Početkom lipnja 2004. godine, povodom obilježavanja 60-godišnjeg iskrcavanja saveznika na Normandiju, predsjednik Bush posjećuje Europu, pri čemu dolazi do velikih prosvjeda protiv njega. Tom prilikom posjećuje i papu Ivana Pavla II. koji kritizira njegovu politiku i zahtijeva promjenu njegove politike.